# Strojništvo
Strôjništvo (tudi strójništvo) je tehniška veda, ki pri načrtovanju in izdelavi uporabnih naprav, predmetov ali strojev uporablja fizikalna načela. Strojni inženirji za analizo statičnih in dinamičnih fizikalnih sistemov med izdelovanjem predmetov kot so: avtomobili, letala, ali druga vozila, ogrevalni in hladilni sistemi, gospodinjski aparati, industrijska oprema in stroji, orožja ipd. uporabljajo načela, ki so, na primer, vezana na toploto, sile, ohranitve mase in energije.
Za določene operacije kot tudi za izdelavne postopke si velikokrat pomagajo s simulacijami in z njimi še pred samo izdelavo končnega izdelka poskušajo optimizirati izvajanje njegovih funkcij, cenovno učinkovitost in energijsko zmogljivost.
Tehniške risbe predmetov, ki jih je treba izdelati, so končna stopnja konstruiranja. Njihov namen je dvojen. Vsebujejo vse podatke, potrebne za njihovo izdelavo in služijo kot nadzorni mehanizem pri spremembah. Do poznega 20. stoletja so večino tehniških risb narisali z roko na risalnih deskah. Razvoj digitalnih računalnikov z grafičnimi uporabniškimi vmesniki je prinesel možnost izdelave modelov in risb s pomočjo računalniško podprtega konstruiranja (CAD).
Večina programov CAD omogoča izdelavo prostorskih modelov, ki jih lahko gledamo pod poljubnim kotom. Izjemni programi CAD z modeliranjem trdnin predstavljajo navidezno resničnost konstruiranja strojev. Ti trdninski modeli lahko služijo kot podlaga za metodo končnih elementov in / ali za računalniško dinamiko tekočin same konstrukcije. Prek uporabe računalniško podprte proizvodnje (CAM) lahko te modele programi neposredno uporabijo za pripravo »navodil«. Ta navodila prevzamejo numerično krmiljeni obdelovalni stroji (CNC) ali drugi samodejni procesi, s katerimi se izdelajo predmeti, ki jih predstavljajo modeli, brez vmesnih tehniških risb.
Osnovna področja, brez katerih strojnišvo ne more, so dinamika, statika, trdnost, prenos toplote, dinamika tekočin, mehanika trdnin, pnevmatika, hidravlika, mehatronika, kinematika, kinetika materiali, strojni elementi, tehnologija, energetski stroji, goriva, krmiljenje, elektronska obdelava podatkov, maziva in uporabna termodinamika. Strojni inženirji naj bi tudi razumeli in znali uporabljati spoznanja kemije in elektrotehnike. Pri majhnih razdaljah strojništvo postane molekularno inženirstvo - teoretičen pristop, s katerim bi se gradilo na ravni molekul prek mehanosinteze. Za sedaj ta pristop še vedno sodi na raziskovalno področje, nekateri pa ga imajo celo za znanstveno fantastiko.